# Campionatele Europene de tenis de masă din 2018
Campionatele Europene de tenis de masă din 2018 au avut loc la Alicante, Spania în perioada 18-23 septembrie 2018. Concursul a avut loc la Centro de Tecnificacion Deportiva.

## Tabel de medalii
| Poz | Țară      | Aur | Argint | Bronz | Total |
| --- | --------- | --- | ------ | ----- | ----- |
| 1.  | Germania  | 3   | 0      | 3,5   | 6,5   |
| 2.  | Austria   | 1   | 1,5    | 1     | 3,5   |
| 3.  | Polonia   | 1   | 0      | 1     | 2     |
| 4.  | Suedia    | 0   | 1      | 1,5   | 2,5   |
| 5.  | România   | 0   | 1      | 0     | 1     |
| 5.  | Ucraina   | 0   | 1      | 0     | 1     |
| 7.  | Rusia     | 0   | 0,5    | 0     | 0,5   |
| 8.  | Luxemburg | 0   | 0      | 1     | 1     |
| 9.  | Danemarca | 0   | 0      | 0,5   | 0,5   |
| 9.  | Ungaria   | 0   | 0      | 0,5   | 0,5   |
| 9.  | Lituania  | 0   | 0      | 0,5   | 0,5   |
| 9.  | Serbia    | 0   | 0      | 0,5   | 0,5   |